# Mandelc
Mandelc je priimek več znanih Slovencev:
- Janez Mandelc (?—1605), tiskar
- Judita Kunčič Mandelc (*1955), slikarka (v mladosti plavalka)
- Valentin Mandelc (1837—1872), pesnik, pisatelj in prevajalec